# Bonjour (film, 1959)
Pour les articles homonymes, voir Bonjour (homonymie).
Pour plus de détails, voir Fiche technique et Distribution.
Bonjour (お早よう, Ohayō) est un film japonais réalisé par Yasujirō Ozu, sorti en 1959.

## Synopsis
Minoru et Isamu vivent avec leurs parents dans la banlieue de Tokyo. En rentrant de l'école, ils aiment à s'arrêter chez un voisin qui a la télévision pour regarder des matches de sumo. Leurs parents, mécontents, leur interdisent d'y retourner. Pour protester, Minoru et Isamu entament une grève de la parole, qui va provoquer par ricochet de nombreuses incompréhensions parmi les voisins.

## Fiche technique
Sauf indication contraire, les informations mentionnées dans cette section peuvent être confirmées par la base de données cinématographiques IMDb,  présente dans la section « Liens externes ».
- Titre français : Bonjour
- Titre original : お早よう (Ohayō?)
- Réalisation : Yasujirō Ozu
- Scénario : Kōgo Noda et Yasujirō Ozu
- Musique : Toshirō Mayuzumi
- Direction artistique et décors : Tatsuo Hamada
- Photographie : Yūharu Atsuta
- Montage : Yoshiyasu Hamamura
- Production : Shizuo Yamanouchi
- Société de production : Shōchiku
- Pays de production :  Japon
- Langues originales : japonais et plus secondairement anglais
- Format : couleur — 1,37:1 — 35 mm — son mono
- Genre : comédie
- Durée : 94 minutes[1] (métrage : 2 570 m, 7 bobines[1])
- Dates de sortie :
  - Japon : 12 mai 1959[1]
  - France :  1er juillet 1992[2] (rétrospective Ozu au Max-Linder) - 12 janvier 1994[3]

## Distribution
- Kōji Shidara : Minoru Hayashi, l'aîné
- Masahiko Shimazu : Isamu Hayashi, le cadet
- Chishū Ryū : Keitaro Hayashi, le père
- Kuniko Miyake : Tamiko Hayashi, la mère
- Yoshiko Kuga : Setsuko Arita, la tante (soeur de Tamiko)
- Keiji Sada : Heichiro Fukui, le professeur d'anglais
- Sadako Sawamura : Kayoko Fukui, la sœur du professeur
- Haruko Sugimura : Kikue Haraguchi, la présidente de l'association du quartier
- Haruo Tanaka : Tatsuzo Haraguchi, le mari de Kikue
- Eiko Miyoshi : Mitsue Haraguchi, la mère de Kikue
- Hajime Shirata : Kozo Haraguchi, le fils de Kikue et Tatsuzo
- Ko Oizumi : Akira Maruyama, le seul propriétaire de télévision du quartier
- Kyoko Izumi : Midori Maruyama, la femme d'Akira
- Toyo Takahashi : Shige Okubo, une voisine de la famille Hayashi
- Hoichi Takeda : Zennosuke Okubo, le mari de Shige
- Eijirō Tōno : Hiroshi Tomizawa, un voisin de la famille Hayashi
- Teruko Nagaoka : Toyoko Tomizawa, la femme d'Hiroshi

## Commentaire
Le film est un remake lointain de Gosses de Tokyo, réalisé par Ozu en 1932. On y retrouve certaines scènes identiques au niveau du scénario mais pas de la mise en scène (la disparition et la recherche des enfants par exemple), même si le thème a beaucoup évolué avec les époques. C'est un des films les plus accessibles d'Ozu, par sa drôlerie, son sujet universel : le conflit des générations face à l'arrivée du progrès, et son approche visuelle qui peut rappeler les films de Jacques Tati, comme d'ailleurs la musique de Mayuzumi.
Au-delà de la question du progrès, ce film interroge aussi sur les conventions sociales, l'éducation des enfants, et surtout sur l'utilité de la politesse, que les enfants considèrent, parfois à juste titre, comme inutile et creuse (d'où le titre Bonjour). La maestria avec laquelle Ozu a su jouer ici de l'insolence des enfants n'est pas sans évoquer Les Quatre Cents Coups de Truffaut, réalisé à la même époque en 1958. De par sa vision emplie de tendresse sur l'enfance, de par son regard frais sur la bêtise des enfants (et celle des adultes !), ce film d'Ozu résiste remarquablement à l'épreuve du temps.
Comme dans de nombreux autres de ses films, Ozu, par un procédé qu'il a créé, filme souvent ses personnages à hauteur de tatami, symbolisant ainsi le poids des contraintes (mariage, enfants, société, travail) qu'ils subissent et auxquelles ils ne peuvent échapper. Ces passages sont souvent conclus par un plan fixe, où l'acteur muet semble d'autant plus subir l'impact de ce poids.
Le temps qui passe est par ailleurs souvent dénoté par un plan fixe (paysage, tableau de la vie quotidienne), ne jouant aucun rôle dans l'évolution du scénario et qui n'est donc rien d'autre qu'une virgule cinématographique, donnant une certaine densité au film. Pour autant, les films d'Ozu sont rarement tristes : la vivacité des dialogues et le burlesque du scénario contribuent à ce qu'une certaine joie de vivre émane de l'ensemble.
Bonjour est projeté pour la première fois en France lors de la rétrospective Ozu au cinéma Max-Linder de l'été 1992. Celle-ci comprend quatorze films du cinéaste dont six inédits en France et s'est déroulée pendant deux mois.